# Zufar Ibn al-Hudhayl
Zufar ibn al-Hudhayl est l'un des principaux légataires de la pensée de l'imam Abû Hanîfa et juriste de l'école de droit (madhhab) hanafite. Il est régulièrement considéré comme ayant été l'étudiant le plus érudit qu'ait eu Abû Hanîfa.

## Biographie
Il naquit à Ispahan en 728 et décéda à l'âge précoce de 48 ans à Bassora en 775 ce qui fit que, malgré sa très haute érudition, son apport à l'école hanafite fut moindre que ses collègues Abu Yusuf et Muhammad al-Shaybani. Après le décès de Abû Hanîfa, c'est lui qui fut choisi pour succéder à ce dernier dans les séances qu'il prodiguait.
Il ne laissa aucune œuvre écrite, mais plusieurs de ses enseignements se trouvent dans les livres de droits hanafite ainsi que des recueils de hadith.